# (3643) Tienchanglin
(3643) Tienchanglin ist ein Asteroid des Hauptgürtels, der am 29. Oktober 1978 am Purple-Mountain-Observatorium in Nanjing entdeckt wurde.
Der Asteroid wurde am 28. September 1999 nach dem ehemaligen Kanzler der University of California, Chang-Lin Tien (* 1935) benannt.